# Thiomargarita namibiensis
Thiomargarita namibiensis ('perla sulfurosa de Namíbia') és un proteobacteri gram-negatiu trobat als sediments oceànics de la plataforma continental. Fins al 2022 fou el bacteri més gros conegut, amb una longitud de fins a 750 μm (0,75 mm), el que la fa visible a simple vista.
És un bacteri quimiolitòtrofc, i és capaç d'usar l'anió nitrat com a acceptor electrònic terminal en la cadena de transport electrònic. Ja que el bacteri és sèssil, i la concentració de nitrat varia considerablement amb el temps, és capaç d'emmagatzemar altes concentracions (fins a 10.000 vegades més) de nitrat en un immens vacúol, la qual és responsable del 98% de la seva grandària. Quan les concentracions de nitrat en el medi exterior són baixes, aquest bacteri usa el nitrat contingut en el seu vacúol per poder seguir respirant. Una investigació recent ha mostrat que el bacteri podria ser anaerobi facultatiu, més que anaerobi obligatòriament i, per tant, ser capaç de respirar oxigen si està disponible.
Una altra adaptació poc comuna és el seu patró de divisió reductiva. Sota condicions d'estrès, com la inanició, aquest bacteri és capaç de reproduir-se, però de manera que es parteixi la cèl·lula mantenint el volum total constant. Aquest patró de comportament podria ser degut a la seva gran grandària.
Aquesta espècie va ser descoberta per Heide H. Schulz et al. en 1999, a la costa de Namíbia. El 2005 es va descobrir una espècie molt propera al Golf de Mèxic, plantejant-se a si la possibilitat que T. namibiensis estigui molt més difosa del que es pensava anteriorment. El 2022 es descrigué T. magnifica, una espècie encara més grossa.